# 中越耳蕨
中越耳蕨（学名：Polystichum tonkinense）为鳞毛蕨科耳蕨属下的一个种。

## 扩展阅读
- 維基物種上的相關：中越耳蕨